# Sunny Lax
Sunny Lax (* 6. August 1986 in Dunaharaszti, Ungarn; bürgerlicher Name Márton Levente) ist ein ungarischer Trance-DJ und -Produzent.

## Biographie
Márton Levente begann bereits im Alter von 13 Jahren Musik zu produzieren. Nachdem er in Ungarn erfolgreich an einigen Remix-Wettbewerben teilgenommen hatte, entschied er sich, eine seiner Produktionen, P.U.M.A., an verschiedene Musiklabels zu senden. Zu seinem Erfreuen entschied sich Anjunabeats den Song auf ihrem Label zu veröffentlichen. Above & Beyond spielten den Song viermal in Folge in ihrer Radiosendung Trance Around the World und bald darauf wurde Sunny Lax von Anjunabeats unter Vertrag genommen.
Im Februar 2006 erschien mit "P.U.M.A. / Cassiopeia" Márton's erste Produktion bei Anjunabeats und wurde von vielen angesehenen DJs wie Paul van Dyk und Armin van Buuren gespielt. Seither hat er schon über 10 Songs produziert und mehrheitlich bei Anjunabeats veröffentlicht. Die Produktion "Aurora" erschien 2009 bei AVA Recordings, einem Sublabel von Armada Music.

## Diskographie

### Produktionen
- 2005: P.U.M.A. / Cassiopeia
- 2006: M.I.R.A.
- 2007: Blue Bird
- 2008: Elda EP
- 2008: Miquë
- 2009: Aurora
- 2009: Elysium
- 2009: Heliotrope
- 2009: Misgrey
- 2009: Reborn
- 2009: Release
- 2010: Vanesse
- 2010: Out of this World (mit Solex)
- 2011: Always
- 2011: Viva la Revolución / Something Is Broken

### Remixe (Auswahl)
- 2006: Daniel Kandi – Breathe
- 2007: Darren Tate & Judge Jules pres. Angelic – Stay with Me
- 2007: DT8 Project – Falling
- 2009: Nitrous Oxide – Aurora
- 2009: Lange pres. Firewall – Wanderlust
- 2010: Blue Tente feat. Stine Grove – Emptiness
- 2011: Nitrous Oxide – North Pole
- 2011: Above & Beyond – Thing Called Love
- 2012: Oliver Smith – New Dawn